# Sottimalia
Sottimalia (Stachyris herberti) är en fågel i familjen timalior som förekommer i Sydostasien, i Laos och Vietnam.

## Utseende
Sottimalian är en 16 cm lång, mycket distinkt timalia. Fjäderdräkten är sotbrun med ljusare strupe. Runt det bruna ögat syns en ljust blågrå orbitalring. Näbben är ljust blågrå till skärgrå. Könen är lika, ungfåglar mer enhetligt brunaktiga och utan orbitalring. Lätet är ett mycket mjukt och upprepat "tip" och "tu-tip". Sången har ännu inte beskrivits.

## Utbredning och systematik
Fågeln förekommer i centrala Laos och centrala Vietnam och återupptäcktes 1994 efter 74 års frånvaro. Den behandlas som monotypisk, det vill säga att den inte delas in i några underarter.

## Levnadssätt
Sottimalian hittas i fuktiga låglänta kalkstensskogar i närheten av branta klippor, men även på rätt öppen karstmark. Den ses vanligen ta sig fram på kalkstensklipporna likt en nötväcka på jakt efter små ryggradslösa djur, i artrena sällskap med mellan fyra och 20 individer. Fågeln häckar i mars och maj i Laos. Ett bo som hittats placerades på en hylla i ett hålutrymme inuti karst omringad av träd.

## Status och hot
Trots att arten har ett rätt begränsat utbredningsområde listas arten som livskraftig av IUCN eftersom den är vidare spridd än man tidigare trott och dess livsmiljö är naturligt skyddad på grund av sin otillgänglighet.

## Namn
Fågelns vetenskapliga artnamn herberti hedrar Edward Grevile Herbert (1870-1951), en brittisk affärsman och naturforskare som samlade in typexemplaret.